# Courcelles-sur-Vesle
Courcelles-sur-Vesle là một xã ở tỉnh Aisne, vùng Hauts-de-France thuộc miền bắc nước Pháp.